# Джон Бакалл
Джон Норріс Бакалл (30 грудня 1934 — 17 серпня 2005) — американський астрофізик, професор астрофізики в Інституті перспективних досліджень, президент Американського астрономічного товариства (1990–1992). Відомий великим доробком у сонячну, галактичну та позагалактичну астрофізику, включаючи проблему сонячних нейтрино, розробку космічного телескопа Габбла і керівництвом Інститутом перспективних досліджень у Принстоні.

## Дитинство та сімейне життя
Бакалл народився в єврейській родині в Шрівпорті, штат Луїзіана, 30 грудня 1934 року. За власними спогадами, в дитинстві він хотів стати реформістським рабином. Він не відвідував уроків природничих наук у середній школі. У шкільні роки був чемпіоном штату з тенісу та чемпіоном країни з дебатів (1952).
Бакалл одружився з Нетою Бакал, професоркою астрофізики Прінстонського університету, з якою він познайомився як аспірант Інституту Вейцмана в 1960-х роках. У них була донька і два сини. Помер 17 серпня 2005 року в Нью-Йорку від рідкісного захворювання крові.

## Академічна кар'єра
Бакал розпочав вівчення філософії в Університеті штату Луїзіана, отримуючи стипендію завдяки своїм досягненням у тенісі і ще розглядаючи можливість стати рабином. Наприкінці першого курсу він перевівся до Каліфорнійського університету в Берклі, де продовжив вивчати філософію. Він взяв свій перший курс з фізики, щоб отримати необхідні для здобуття диплому кредити з точних наук. Пізніше він згадував:
"It was the hardest thing I have ever done in my life, but I fell in love with science. I was thrilled by the fact that by knowing physics you could figure out how real things worked, like sunsets and airplanes, and that after a while everyone agreed on what was the right answer to a question." Bahcall, 2002
Бакалл змінив спеціальність на фізику і отримав ступінь бакалавра з фізики в Берклі в 1956 році. Він здобув ступінь магістра з фізики в 1957 році в Чиказькому університеті та ступінь доктора філософії з фізики в Гарварді в 1961 році. Він провів рік науковим співробітником у галузі фізики з Емілем Конопінським в університеті Індіани в Блумінгтоні. У 1962—1970 роках він працював у групі під керівництвом Вільяма Фаулера в лабораторії Келлога Каліфорнійського технологічного інституту, спочатку як науковий співробітник, а потім як асистент і доцент.
Бакалл приєднався до Інституту перспективних досліджень у Принстоні, штат Нью-Джерсі, в 1968 році, став професором природничих наук у 1971 році та професором природничих наук імені Річарда Блека в 1997 році.
У 1976 році Бакалл став членом Національної академії наук США. Він був президентом Американського астрономічного товариства з 1990 по 1992 рік і був обраним президентом Американського фізичного товариства на день своєї смерті.

## Наукові результати
Бакалл опублікував понад шістсот наукових праць і написав або відредагував дев'ять книг з астрофізики. Він найбільш відомий своєю роботою зі створення стандартної сонячної моделі. Більшу частину свого життя займався проблемою сонячних нейтрино з фізико-хіміком Реймондом Девісом. Разом Девіс і Бакалл співпрацювали над експериментом Homestake. Щоб перевірити теоретичні передбачення Бакалла, Девіс створив підземний детектор нейтрино в золотому руднику в Південній Дакоті, - по суті, великий резервуар, наповнений миючим засобом. Потік нейтрино, виявлений детектором, становив одну третину від кількості, теоретично передбаченої Бакаллом. На вирішення цієї розбіжності знадобилося понад тридцять років, і остаточна відповідь була знайдена в нейтринних осциляціях. Результатом досліджень Бакала в цій галузі стала публікація його книги «Нейтринна астрофізика» (1989), яка стала стандартним довідником про сонячні нейтрино.
Нобелівська премія з фізики 2002 року була присуджена Девісу та Масатоші Кошібі за новаторську роботу у спостереженні нейтрино, передбачених сонячною моделлю Бакала.
На додаток до роботи над сонячними нейтрино, Бакалл співпрацював з Елі Ваксманом над пошуком межі Ваксмана—Бакалла, яка встановлює обмеження на потік нейтрино високої енергії на основі спостережуваного потоку космічних променів високої енергії. Перевірити це передбачення вдалося лише після смерті Бакалла, коли були створені нейтринні телескопи, здатні виявляти нейтрино дуже високої енергії, такі як IceCube.
Іншим внеском Бакалла в астрофізику стала розробка космічного телескопа Габбл у співпраці з Лайманом Спітцером. Ця робота Бакала була розпочата 1970-х роках і продовжилась навіть після запуску телескопа в космос у 1990 році. У 1992 році Бакалл отримав за цю роботу медаль НАСА «За видатні заслуги».
Стандартна модель галактики з масивною чорною дірою, оточеною зорями, відома як модель Бакалла—Вольфа. Модель Бакалла—Сонейри протягом багатьох років була стандартною моделлю структури Чумацького Шляху. Він також зробив внесок у створення точних астрофізичних моделей надр зір та повернув традиційний метод підрахунку зір як кількісний інструмент для дослідження галактичної структури.

## Відзнаки
- 2006, медаль за виняткові наукові досягнення (посмертно), НАСА[22]
- 2004, Золота пластинка Академії досягнень[25]
- 2004, премія Комстока з фізики від Національної академії наук США[26]
- 2003, Золота медаль Королівського астрономічного товариства[27]
- 2003, Медаль Бенджаміна Франкліна (разом із Реймондом Девісом-молодшим і Масатоші Кошіба)[28]
- 2003, премія Дена Девіда[29]
- 2003, Премія Фермі (разом із Реймондом Девісом-молодшим)[30]
- 2001, член Американського філософського товариства[31]
- 1999, лектор Генрі Норріса Рассела[32]
- 1998, Національна медаль науки[33]
- 1998, Премія Ганса Бете[34]
- 1994, премія Гейнемана[35]
- 1992, Медаль НАСА «За видатну державну службу», НАСА[22]
- 1976, член Американської академії мистецтв і наук[36]
- 1970, Премія Хелен Б. Ворнер[37]